# Romanticismo en Ecuador

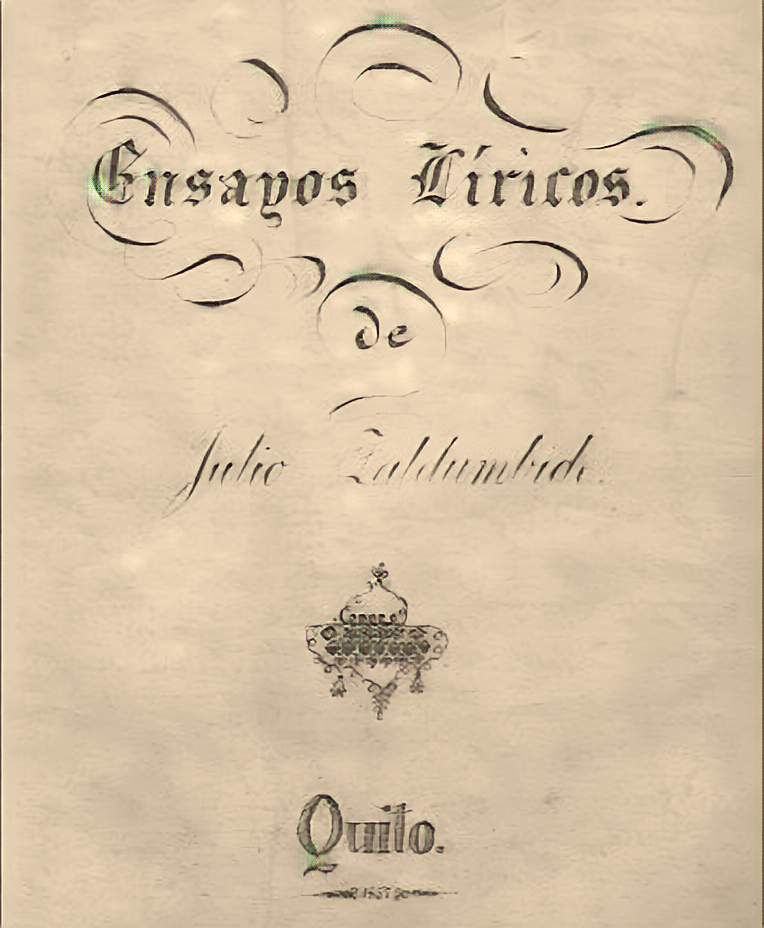
Ensayos líricos, folleto con una selección de poemas de Julio Zaldumbide considerado el "mayor poeta romántico" de Ecuador.

El romanticismo en Ecuador es una corriente filosófica y literaria que se desarrolló siglo XIX. Se caracteriza por explorar la subjetividad, la naturaleza y la identidad nacional. Destacó inicialmente Dolores Veintimilla de Galindo, con su poesía melancólica y crítica social, desafió las normas de su época y se convirtió en un símbolo de la lucha por la emancipación femenina. Juan León Mera, polifacético intelectual, dejó un legado literario que incluye el Himno Nacional y la novela "Cumandá". Numa Pompilio Llona, con influencias de Leopardi y Schopenhauer, transitó del neoclasicismo al romanticismo, explorando temas filosóficos y patrióticos en su poesía. Julio Zaldumbide, cuya obra evolucionó de la introspección a la naturaleza, participó activamente en la vida literaria y política de su país. Juan Montalvo, destacó por su obra, impregnada de idealismo romántico, donde exaltó la individualidad, la emoción y la búsqueda de la libertad. Mercedes González Tola destacó en poesía y dramaturgia, colaborando en la primera revista feminista ecuatoriana. Víctor M. Rendón, diplomático y prolífico escritor, dejó un legado literario que abarca poesía, teatro y ficción, además de promover la literatura latinoamericana en Europa. Remigio Crespo Toral, con su poesía que aborda la independencia y la identidad americana, y sus ensayos sobre la tradición clásica, también participó en la política y la diplomacia ecuatoriana. El estudio del romanticismo se realizó con la publicación del libro "Poetas románticos y neoclásicos" como parte del proyecto Biblioteca Ecuatoriana Mínima, así como el "Pensamiento romántico ecuatoriano" publicado por la Corporación Editora Nacional.

## Autores y etapas

### La poesía romántica
El primer romanticismo se desarrolló con autores que vivieron después de la independencia de Ecuador, tenían influencia del neoclacisismo que caracterizó a la literatura durante las independencias y muestra muchas veces una reacción hacia estas formas, muchas veces abandonando los cánones clásicos, el optimismo y enfocándose en la expresión de los sentimientos, subjetividad, la contemplación de la naturaleza y el abandono de la primacía de la razón tan característica de la ilustración en Ecuador.

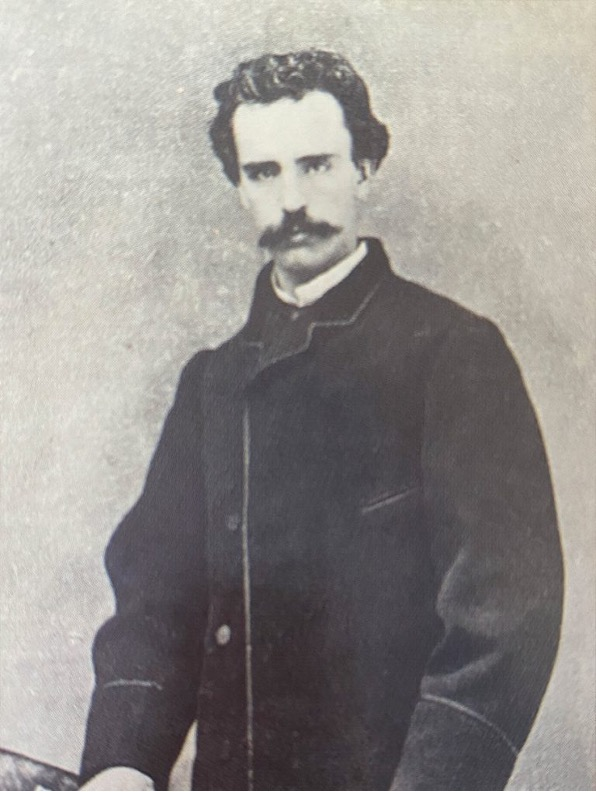
Julio Zaldumbide

Los poetas románticos que se deben destacar son Dolores Veintimilla de Galindo, Numa Pompilio Llona y Julio Zaldumbide. Veintimilla fue destacada poetisa ecuatoriana del siglo XIX, trascendió su época con una obra romántica que exploraba la profundidad de la experiencia femenina, marcada por la melancolía y la crítica social. Su vida, entrelazada con la aristocracia quiteña y un matrimonio que desembocó en desengaño, nutrió una poesía que desafiaba las convenciones sociales y religiosas de su tiempo. Por otro lado, Numa Pompilio Llona fue un poeta que nació en Guayaquil en 1832 y cuya vida transcurrió entre Ecuador, Colombia y Perú, lugares donde desarrolló su carrera como poeta, filósofo, diplomático, catedrático y periodista. Su obra poética muestra influencias de Leopardi en lo literario y Schopenhauer en lo filosófico, y se ubica en la transición del neoclasicismo al romanticismo. Además por esta razón Llona suele ser considerado como un idealista cuando se analiza su obra desde el punto de vista filosófico, pero un poeta romántico cuando se ve su aspecto literario. Por último destaca Julio Zaldumbide quien fuera poeta y político. Su obra inicial, marcada por la melancolía y la introspección, evolucionó hacia una poesía que exploraba la naturaleza y la soledad del campo. Zaldumbide participó activamente en la vida literaria de su época, relacionándose con otros intelectuales y contribuyendo a la consolidación del romanticismo en Ecuador, y convirtiéndose en su máximo exponente.
La poesía de estos autores tiene características en común que los engloban dentro del romanticismo pero también elementos particulares que forman parte del estilo de cada uno. Veintimilla desarrolló un pensamiento progresista la llevó a cuestionar abiertamente la pena de muerte y la influencia de la Iglesia en las decisiones judiciales, lo que provocó una intensa controversia en la conservadora sociedad cuencana. Su poesía se caracterizó por su caracter romántico que están caracterizados por la expresión subjetiva de dolor, tales como: tristeza, anhelo del pasado, desamores y pesimismo. Por otro lado Llona se caracterizaría por una poesía mucho más filosófica, su obra "Clamores de Occidente" recopila poemas filosóficos, políticos y sobre el amor. Destaca "Interrogaciones", donde se incluyen poemas como "Los Caballeros del Apocalipsis" y "Odisea del alma". La publicación también contiene artículos y críticas que ayudan a comprender su obra, así como una carta de Victor Hugo donde reconoce su talento. "La Estela de una Vida" es la antología más completa de su obra. Incluye poemas de "Interrogaciones" y otros nuevos, así como críticas de figuras como Marcelino Menéndez y Pelayo. También presenta poemas dedicados a Llona por otros autores y su poesía patriótica, con obras como "Canto del porvenir" y "Las 'Tomas de las islas de Chincha'". El libro finaliza con poemas juveniles y otros diversos.
Por último se debe desarrollar en la obra del poeta Julio Zaldumbide quien destacó dentro del romanticismo con especial valor, que sería identificado por sus pares mientras todavía publicaba, especialmente Juan León Mera a quien deslumbró con su poesía y con quien mantuvo una extensa correspondencia. Después de la publicación de sus poemas, Mera respondería con su importante libro de crítica literaria "Ojeada histórico crítica de la poesía literaria" donde incluye un capítulo dedicado solamente a la obra de Julio Zaldumbide Se destacó por su formación humanista y por ser políglota, por lo que presentó también la traducción de importantes obras de Petrarca, Goethe entre otros. Proveniente de una familia hacendada, Zaldumbide combinó su vida en el campo con la escritura y la política. Su amistad con Juan Montalvo, a pesar de sus diferentes trayectorias, destaca la importancia de Zaldumbide en el panorama intelectual ecuatoriano. Aunque su obra no fue publicada de manera consolidada en vida, su legado poético y su influencia en el romanticismo ecuatoriano fueron muy importantes mientras duró y se han llevado a cabo más estudios sobre su obra desde que se publicaría sus poesías completas en 1988, con el trabajo de Alejandro Carrión. Zaldumbide también incursionó en el periodismo y participó en la vida política de su país, aunque rechazó una candidatura al senado. Su reconocimiento como poeta creció con el tiempo, y su obra fue incluida en antologías y analizada por otros escritores ecuatorianos. Su hijo, Gonzalo Zaldumbide, también se destacó como crítico literario y contribuyó a difundir la obra de Juan Montalvo.

### La novela y el ensayo en el romanticismo
Además de estos tres poetas destacaron en la prosa Juan Montalvo y Juan León Mera. Juan Montalvo que sería uno de los escritores ecuatorianos más destacados del siglo XIX. Sería inicialmente conocido por su ferviente defensa del liberalismo y su fuerte oposición al clericalismo y a los gobiernos dictatoriales de su época. Montalvo centró pensamiento político en la defensa de la libertad y en la denuncia de la tiranía y la opresión.  Sus ensayos y novelas, como "Siete tratados" y "Capítulos que se le olvidaron a Cervantes", son considerados clásicos de la literatura ecuatoriana y latinoamericana. Por otro lado Mera sería un polifacético intelectual ecuatoriano, destacando como ensayista, novelista, poeta, historiador, político y pintor. Su legado literario incluye la letra del Himno Nacional del Ecuador y la novela romántica "Cumandá" (1879), considerada una obra fundamental de la literatura ecuatoriana.  Además, incursionó en la pintura, algo que aprendió parcialmente como autodidacta, al igual que lo haría con la literatura. Sin embargo si buscaría un tutor que lo guíe y a los veinte años, se trasladó a Quito para estudiar pintura con Antonio Salas, lo que influyó en su estilo literario, caracterizado por descripciones vívidas y detalladas. Además de "Cumandá", publicó obras como "Virgen del Sol" y "Melodías Indígenas", así como ensayos críticos sobre la poesía ecuatoriana. Su obra refleja una profunda influencia del romanticismo europeo, en particular de autores como José Zorrilla, y un interés por el pasado indígena de Ecuador Por otro lado, la obra de Juan Montalvo se alinea con el Romanticismo al destacar la individualidad y la emoción, expresando con fervor sus ideales liberales. Su idealismo se manifiesta en la exaltación de valores como la virtud, la justicia y la libertad, buscando inspirar y elevar el espíritu humano. Además, su profunda preocupación por la realidad latinoamericana y su conciencia de la identidad regional se reflejan en su obra, donde aborda los problemas sociales y políticos de la época.

### El romanticismo tardío y la poesía

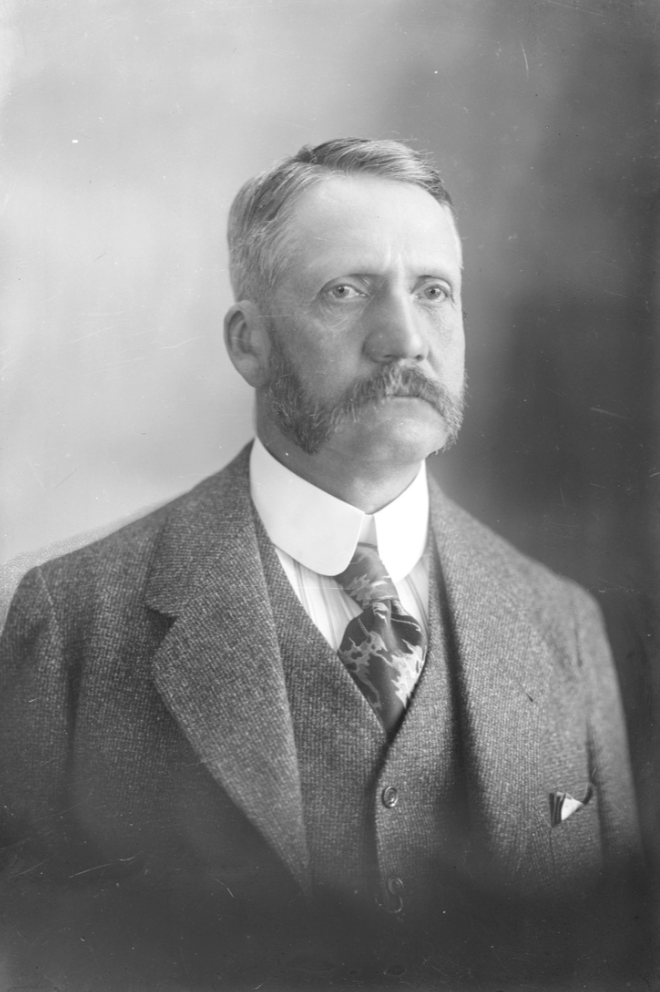
Remigio Crespo Toral

El romanticismo tardío, a veces llamado segundo romanticismo, (por el crítico literario Isaac J. Barrera en su historia de la literatura) y se caracteriza por tener a autores que nacieron en la segunda mitad del siglo XIX y vivieron muchas veces el cambio de siglo, con las implicaciones estéticas que esto tenía con el auge del modernismo y en lo político con el auge de la revolución liberal en Ecuador. En este grupo figuran autores como Mercedes González Tola, Honorato Vázquez y Remigio Crespo Toral.
Mercedes González Tola, nacida en Guayaquil en 1860, fue una destacada poetisa y dramaturga ecuatoriana del segundo romanticismo. Su obra se caracteriza por su profundo sentimentalismo, melancolía y exploración de la vida familiar, influenciada por su infancia en Lima y las pérdidas personales que marcaron su vida. Entre sus obras más destacadas se encuentran "Reminiscencias", "En el Nido", "Abuela", "Cantos del Hogar" y "Hojas de Otoño". Por otro lado, Honorato Vázquez se caracterizó por la profundidad de su lirismo y su capacidad para evocar emociones intensas a través de sus versos. Su poesía tiene elementos que expresan una  sensibilidad romántica que se manifiesta en la exaltación de la naturaleza, la exploración de los sentimientos humanos y la búsqueda de la belleza ideal. Sus poemas, como "A Orillas del Macará" y "Al Crucifijo de mi mesa", son ejemplos de su habilidad para crear imágenes vívidas y transmitir una profunda conexión con el mundo que lo rodeaba. Además, Remigio Crespo Toral destacó en la literatura y la vida pública ecuatoriana. Su obra poética incluye "Últimos pensamientos de Bolívar", "Mi Poema", "España y América" y "La leyenda de Hernán".
Las características de las obras y de la vida de estos tres autores los relaciona, por ejemplo la vida de Mercedes estuvo marcada por la viudez y las dificultades económicas, pero también por su dedicación a su hija y nietos.  En sus últimos años, se involucró en el movimiento feminista y dirigió la Biblioteca Nacional de Quito. . Su legado incluye su participación en la primera revista feminista y sufragista del Ecuador, "La Mujer", y un mausoleo construido en su honor tras su muerte en 1911. Por su parte Vásquez también tendría que superar dificultades en su vida, inicialmente después de graduarse de Bachiller intentaría estudiar Leyes en la Universidad de Cuenca, pero no pudo lograr el título de Abogado por haber sido desterrado al Perú. Esto debido a que había expresado sus ideas contrarias al gobierno de Ignacio de Veintemilla. Vásquez se conocería de joven con Crespo Toral cuando estudiarían en el Colegio Seminario San Luis de Cuenca en la década de 1870. Además estarían personas importantes de Cuenca como fueron Alberto Muñoz Vernaza o Rafael María Arízaga.
Serían principalmente poetas en su obra pero no se limitarían exclusivamente a ese género. Mercedes, incursionó en el teatro, aunque sus obras fueron criticadas por su ritmo lento. Por esta razón se destacaría según la crítica literaria sus poemas que serían comparados con los de Dolores Veintimilla de Galindo. Por otro lado, la poesía de Vázquez refleja los ideales románticos de la época, como la búsqueda de la identidad nacional, la valoración de la naturaleza y la expresión de los sentimientos personales. En el caso de Crespo Toral, existe una obra mucho más extensa que cuando fue recopilada en una edición completa abarcó los diez volúmenes. Además de la poesía, los temas centrales en Crespo Toral son la interpretación histórica de la independencia, la identidad americana en relación con España, y la importancia de lo local en la literatura. Su poesía muestra influencia de la tradición católica y el aislamiento de Cuenca. Su obra en prosa se compone de ensayos históricos y literarios. Gonzalo Zaldumbide valoró estos escritos, ya que profundizan en los mismos temas que su poesía. Crespo Toral defendió la tradición clásica y apoyó la iniciativa de Aurelio Espinosa Pólit de recuperar la enseñanza de los clásicos, lo que le opuso a la literatura americanista que buscaba a través del costumbrismo vincularse con el folclor local. Sus ensayos muestran su aprecio por autores como Virgilio y la importancia de los clásicos en la cultura moderna. Remigio Crespo Toral tuvo participación en la política y la diplomacia ecuatoriana, además de su carrera literaria, lo que le convirtió en un hombre público en su país. Durante su vida Crespo Toral ocupó cargos como diputado, rector de la Universidad de Cuenca, cónsul y abogado consultor. Su vida transcurrió en un período de cambios en Ecuador, marcados por la revolución liberal y el giro de la literatura hacia el modernismo y posteriormente la vanguardia junto al realismo social.

### La novela histórica
En la novela histórica destaca principalmente Carlos R. Tobar quien fuera escritor, catedrático, político y diplomático. Su habilidad para la diplomacia lo llevó a representar a su país en importantes misiones, siendo notable su participación en la firma del Tratado Tobar-Río Branco entre Ecuador y Brasil, y la creación de la Doctrina Tobar. A lo largo de su vida, fue miembro de prestigiosas instituciones como la Academia Ecuatoriana de la Lengua y la Real Academia de la Historia de Madrid. En 1887, durante un viaje a Lima como delegado a un Congreso Sanitario, Carlos Rodolfo Tobar aprovechó para publicar su relato "Timoleón Coloma" en forma de folletín en "El Perú Ilustrado". Esta obra, que retrataba las costumbres quiteñas, le valió su elección como miembro de la Academia Ecuatoriana de la Lengua. Al año siguiente, viajó a Barcelona por motivos de salud y allí publicó "Mas Brochadas", una colección de relatos que incluía "Malos Dibujos" y "Timoleón Coloma". Estos escritos, llenos de humor y recuerdos de su juventud, mostraban un lenguaje familiar y sencillo, acercando al lector a las vivencias de su niñez y adolescencia. Sin embargo es "Relación de un Veterano de la Independencia" la obra más ambiciosa y destacada. Publicada en 1895 en dos tomos, esta novela histórica es considerada la más importante novela de carácter histórico de su periodo. La obra ofrece una visión profunda y detallada de la época de la independencia, combinando elementos históricos con una narrativa cautivadora.

### El costumbrismo

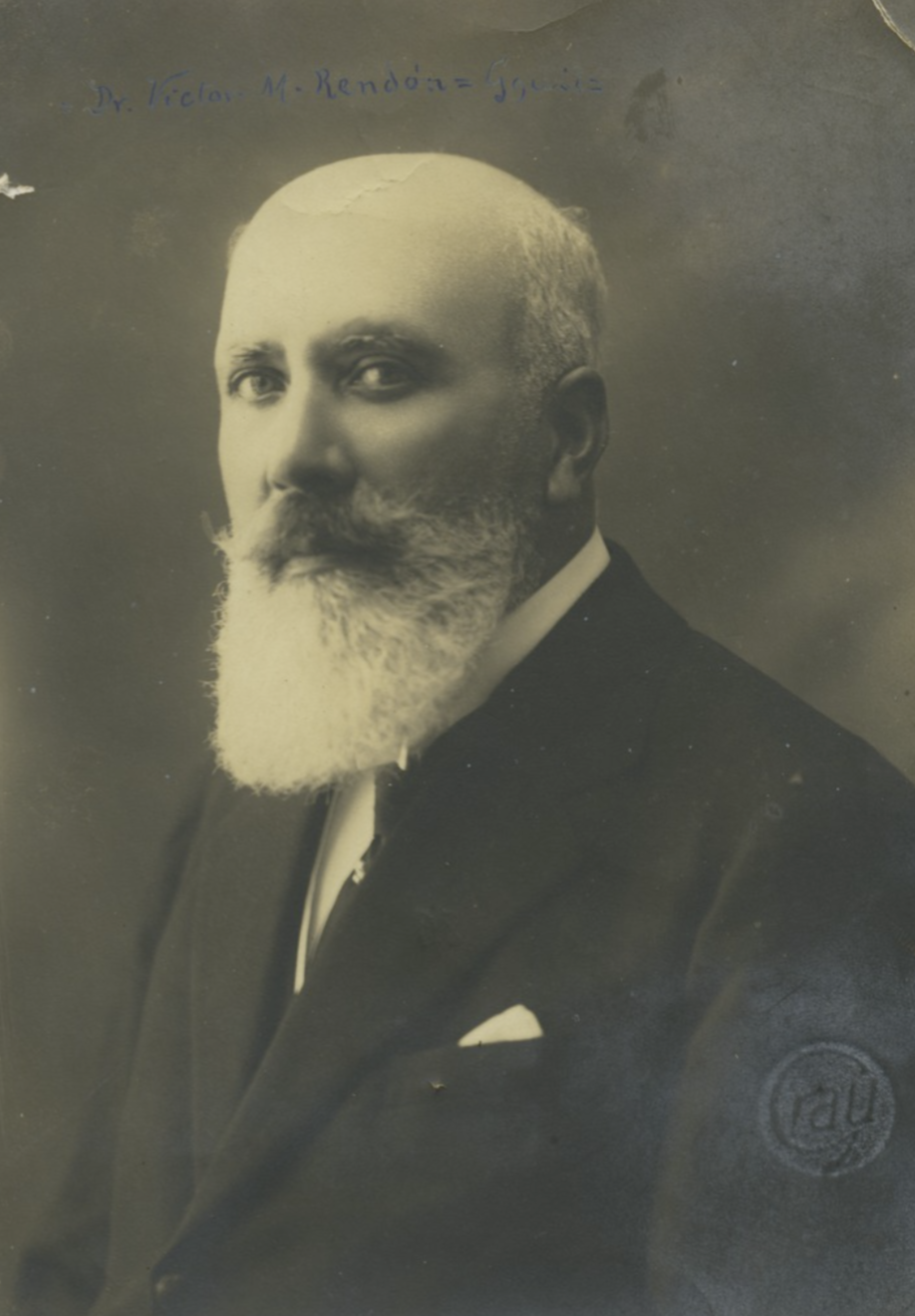
Víctor M. Rendón

El costumbrismo se caracteriza por su enfoque en las costumbres populares y su expresión en un lenguaje tradicional, evolucionó del Romanticismo al Realismo. Inicialmente, mostraba nostalgia por el pasado, pero al volverse más descriptivo se convirtió en literatura meramente comercial dedicada al entretenimiento en los salones. Preparó el terreno para la llegada del Realismo y en ocasiones fue contemporáneo a él. Además de Alfredo Baquerizo Moreno, uno de sus principales exponentes fue Victor M. Rendon, a quien su afrancesamiento le permitió desarrollar la literatura sin embargo no aprovechó la oportunidad al abstenerse de desarrollar la estética renovadora que en ese tiempo imperaba como sería el modernismo, el simbolismo o el realismo, dejando una obra con estilo pero superficial.
Los dos autores tendrían una participación importante en la política. Primeramente Víctor M. Rendón quien nació en Guayaquil, Ecuador, en 1859 tuvo una vida abarcó diversas áreas además de la literatura, como fueron la diplomacia y la política. Su trabajo como diplomático duró casi treinta años, con posiciones importantes en Francia y España. Representó a Ecuador en eventos internacionales y recibió reconocimientos. Por otro lado Alfredo Baquerizo Moreno fue un destacado político ecuatoriano que ejerció como Presidente de Ecuador desde 1916 hasta 1920. Su carrera política comenzó mucho antes, desempeñando roles importantes como director de la Biblioteca Municipal y Alcalde Municipal en 1890, así como miembro de la Junta de Sanidad y Síndico de la Municipalidad en los años siguientes.
Su obra literaria también es importante. Rendón desarrolló una extensa producción de libros, con más de cuarenta obras en español y francés. Su escritura incluyó poesía, teatro, biografía y ficción. La novela "Lorenzo Cilda" y obras teatrales, como "El Ausentismo", le dieron reconocimiento. La Academia Ecuatoriana de la Lengua lo nominó al Premio Nobel de Literatura. Tradujo obras de José Joaquín de Olmedo y promovió la literatura latinoamericana en Europa.  Por otra parte Baquerizo Moreno publicaría novelas como "Titania" y "El Señor Penco", así como ensayos y artículos en diversas revistas y periódicos. Sus obras literarias, aunque a menudo de tono satírico y ligero, le valieron el reconocimiento de la Academia Ecuatoriana de la Lengua, que lo nombró Miembro de Número. En los últimos años de su vida, Baquerizo Moreno continuó activo en la escritura y la publicación. En 1935, publicó una recopilación de sus discursos y artículos, y en 1937, la Academia Ecuatoriana de la Lengua editó su novela "Tierra Adentro". Esta novela, una alegoría humorística de las guerras civiles ecuatorianas, fue reeditada posteriormente como homenaje a su autor. Su obra se caracteriza por tener situaciones tomadas de la vida de la clase media guayaquileña, que se ambientan generalmente en la ciudad, a menudo con carácter satírico y lúdico. Por otra parte no destacan por describir la naturaleza del medio geográfico, como es el caso de la novela A la costa, de Martínez quien sería contemporáneo suyo pero desarrolló una obra enmarcada en el realismo. Además los personajes que desarrolla Moreno no se adentran en el mundo interior, como es el caso de las novelas del modernismo, como por ejemplo Égloga trágica de Gonzalo Zaldumbide. La narrativa de Baquerizo Moreno describe la vida en la ciudad con un fino sentido del humor y argumentos construidos con el objetivo de entretener al lector. Por su capacidad para la escritura y la oratoria le apodarían el "pico de oro".
Además de su trabajo literario, Rendón creó numerosas piezas musicales populares en Guayaquil. Su legado incluye obras de teatro representadas en Ecuador y el extranjero, y escritos que abarcan diversos géneros. La estética romántica se expresa especialmente en la poesía de Víctor M. Rendón, que se mantuvo fiel a esta expresión literaria incluso después del auge del modernismo o del realismo social y las vanguardias. Ejemplo de esto es su libro publicado en 1905, bajo el título de "Flammes et Cendres". A partir de 1908 empezaría a publicar sus primeros poemarios en español, entre los que destacan “Telefonemas” y “Telepatías”.